# William Frankel
William Frankel (geb. 3. Februar 1917 in Whitechapel, London; gest. 2008 in Washington, USA) war ein britischer Anwalt, Richter und Journalist. Von 1955 bis 1977 war Frankel Redakteur des The Jewish Chronicle.

## Frühes Leben und Ausbildung
William Frankel war der zweite von drei Söhnen. Seine Eltern stammten aus Galizien, dem polnischen Teil vom Kaiserreich Österreich-Ungarn. Er wuchs in einer jüdisch-orthodoxen Familie auf, sein Vater war in mehreren jüdischen Gemeinden tätig. Er ging im East End zur Schule, wo es damals nicht die besten Voraussetzungen für eine gute Schulbildung gab. Erst auf die Jews' Free School und dann auf die Saint George in the East Central School. Ermuntert durch seine Lehrer ging er auf die Regent Street Polytechnic um sich auf ein Medizinstudium vorzubereiten, doch brach er das Studium ab als er die erforderliche Geld dazu nicht auftreiben konnte. Darauf folgte die Aufnahme an der Davenant Foundation School wo er sich für das Jews’ College vorbereiten wollte. William Frankel wurde Sekretär der Zionistischen Mizrahi Federation.

## Professionelle Laufbahn
Im 2. Weltkrieg wurde für untauglich befunden, worauf er nach Cambridge zog, um an der London School of Economics Rechtswissenschaften zu studieren. Nach einem weiteren Studium des Völkerrechts an der University of Cambridge schloss er das Studium 1944 ab arbeitete darauf als Anwalt. Er war erfolgreich und im 1952 konnte er der Kanzlei von Leonard Caplan QC beitreten, wo er sich auf Handels- und Scheidungsrecht spezialisierte. Von 1963 bis 1969 war er Richter am Friedensgericht in London. Von 1978 bis 1989 war Frankel der Vorsitzende des Social Security Appeal Tribunal.

### Journalistische Laufbahn
1945 wurde William Frankel der Korrespondent des American Jewish Committee für London und Europa. Und so wurde er auch mit David Kessler bekannt der Frankel anfragte, ob er General Manager des The Jewish Chronicle werden möchte. 1955 wurde Frankel also als General Manager angestellt in der Hoffnung, dass er sich das Handwerk des Journalisten erlernen würde, damit er dann zum Redaktor ernannt werden könne. Das war  1958 auch soweit und es wurde ihm Philip Zec, ein ehemaliger Redaktor des Sunday Pictoral als Berater zur Seite gestellt. Unter Frankel wandelte sich der Jewish Chronicle von einem eher konformistischen Blatt zu einer kritischen Stimme gegenüber dem jüdischen Establishment und des Board of Deputies. Er bewegte bekannte Autoren wie Alfred Sherman, Jonathan Miller und Terence Prittie Artikel im Jewish Chronicle zu veröffentlichen. Unter Frankel bekam der Jewish Chronicle 1961 eine neue Schriftart und später wurde auch der Zeitungskopf von Terence Conran neu gestaltet. Frankel wurde auch über seine Unterstützung für den Rabbi Louis Jacobs, einem prominenten Lehrer des Jews’ College bekannt.
William Frankel war von 1959 bis 1995 auch ein Direktor und von 1991 bis 1994 der Vorsitzende vom Jewish Chronicle. 1977 trat er als Redaktor des Jewish Chronicle zurück, worauf er als Berater bei The Times engagiert wurde. Von 1982 bis 1992 war er auch der Redaktor der jährlich herausgegebenen Survey of Jewish Affairs.

## Persönliches
1939 heirateten Wiliam Frankel und Gertrude Reed, das Paar wurden Eltern eines Sohnes und einer Tochter. 1971 wurde das Paar geschieden und 1973 heiratete er Claire Neumann. 1970 wurde er zum Commander of the British Empire ernannt. Frankel starb 2008 in Washington D.C.